# Chantal Škamlová
Chantal Škamlová (ur. 4 września 1993 w Bańskiej Bystrzycy) – słowacka tenisistka; mistrzyni juniorskiego Australian Open 2010 w grze podwójnej, srebrna medalistka Letnich Igrzysk Olimpijskich Młodzieży 2010.

## Kariera tenisowa
Skamlová rozpoczęła treningi tenisowe w wieku siedmiu lat. Obecnie jej trenerką jest była słowacka tenisistka, Martina Suchá. W lutym 2007 zadebiutowała w juniorskich turniejach Międzynarodowej Federacji Tenisowej. W marcu 2008 zagrała w finale z Trnawie, przegrywając w nim z Daną Machalkovą. Trzy miesiące później wygrała w Mariborze.
W czerwcu 2008 odnotowała swój pierwszy triumf w grze podwójnej, w Pilźnie (razem z Vanesą Molnariovą). W sierpniu z tą samą partnerką wygrała w słowackiej Żylinie. W marcu 2009 wygrała też w turnieju Banana Bowl, rozgrywanym w brazylijskim Florianapolis. W US Open 2009 doszła do półfinału w parze z Janą Čepelovą. W finale przegrały z Eleną Bogdan i Noppawan Lertcheewakarn. Podczas Australian Open, grając w parze z Čepelovą, wygrała pierwszy turniej Wielkiego Szlema.
W 2012 roku wygrała swój pierwszy turniej singlowy rangi ITF, w Warszawie, pokonując w finale Katarzynę Kawę.

## Wygrane turnieje rangi ITF
| turnieje z pulą nagród 100 000 $ |
| turnieje z pulą nagród 75 000 $  |
| turnieje z pulą nagród 50 000 $  |
| turnieje z pulą nagród 25 000 $  |
| turnieje z pulą nagród 15 000 $  |
| turnieje z pulą nagród 10 000 $  |

### Gra pojedyncza
|     | Data       | Turniej  | Kat. | ($)    | Naw.   | Finalistka          | Wynik            |
| 1.  | 03/06/2012 | Warszawa | ITF  | 10 000 | ziemna | Katarzyna Kawa      | 6:3, 6:2         |
| 2.  | 17/06/2012 | Erzincan | ITF  | 10 000 | twarda | Jeannine Prentner   | 6:1, 6:1         |
| 3.  | 15/09/2013 | Antalya  | ITF  | 10 000 | ziemna | Katerina Kramperova | 7:5, 6:3         |
| 4.  | 25/05/2014 | Susa     | ITF  | 10 000 | twarda | Lou Brouleau        | 7:6, 4:6, 6:4    |
| 5.  | 23/08/2015 | Vinkovci | ITF  | 10 000 | ziemna | Dejana Radanović    | 4:6, 6:3, 7:5    |
| 6.  | 17/01/2016 | Kair     | ITF  | 10 000 | ziemna | Sandra Samir        | 6:1, 4:6, 7:6(3) |
| 7.  | 24/01/2016 | Kair     | ITF  | 10 000 | ziemna | Sandra Samir        | 6:4, 6:1         |
| 8.  | 28/02/2016 | Hammamet | ITF  | 10 000 | ziemna | Despina Papamichail | 6:1, 4:6, 6:3    |
| 9.  | 14/08/2016 | Arad     | ITF  | 10 000 | ziemna | Laura-Ioana Andrei  | 6:2, 3:6, 6:4    |
| 10. | 05/02/2017 | Kair     | ITF  | 15 000 | ziemna | Jil Teichmann       | 3:6, 7:6(1), 6:1 |
| 11  | 02/07/2017 | Toruń    | ITF  | 25 000 | ziemna | Miriam Kolodziejová | 6:2, 4:6, 6:3    |
| 12  | 31/01/2021 | Kair     | ITF  | 15 000 | ziemna | Anastasia Nefedova  | 6:4, 5:7, 6:4    |

## Finały juniorskich turniejów wielkoszlemowych

### Gra podwójna (1)
| Końcowy wynik | Rok  | Turniej         | Nawierzchnia | Partnerka     | Przeciwniczki                  | Wynik finału |
| Zwyciężczyni  | 2010 | Australian Open | Twarda       | Jana Čepelová | Tímea Babos Gabriela Dabrowski | 7:6(1), 6:2  |